# خيال إليوت
خيال إليوت مسلسل رسوم متحركة بريطاني فرنسي عرض لأول مره في 21 مارس 2008 واستمر عرضه حتى 16 أكتوبر 2009 . تمت دبلجة المسلسل للغة العربية وعرض على قناة كرتون نتورك بالعربية و ام بي سي 3 .

## روابط خارجية
- خيال إليوت على موقع IMDb (الإنجليزية)
- خيال إليوت على موقع روتن توميتوز (الإنجليزية)
- خيال إليوت على موقع كينوبويسك (الروسية)
- خيال إليوت على موقع ألو سيني (الفرنسية)
- خيال إليوت على موقع قاعدة بيانات الفيلم (الإنجليزية)

- Eliot Kid on IMDb